# Problem replikacji końca
Problem replikacji końca – zjawisko skracania normalnego chromosomu podczas duplikacji. Zjawisko to zaobserwował James Watson. 
Podczas replikacji DNA nić DNA jest kopiowana tylko w jednym kierunku – polimeraza DNA przesuwa się od końca 3′ do końca 5′, budując nową nić od 5' do 3'. Dlatego jedna nić jest syntezowana w sposób ciągły, a druga częściami (tzw. fragmenty Okazaki). W procesie replikacji do pojedynczej nici w kilku miejscach przyczepiają się RNA starterowe. Polimeraza DNA rozpoczyna budowanie nowej nici, dobudowując ją do startera. Polimeraza kopiuje starą nić, przesuwając się wzdłuż niej, podczas gdy miejsca przyczepu starterów oddzielają zreplikowane fragmenty Okazaki). Startery są następnie degradowane i zastępowane nicią DNA. Przy każdej replikacji miejsce przyczepu startera najbliższego telomerowi nie może zostać skopiowane, gdyż polimeraza nie może się cofać. W efekcie replikacji towarzyszyć powinno skracanie chromosomu, w wyniku skracania nici potomnych. Zjawisko to jest podejrzewane o bycie jedną z przyczyn starzenia się.